# Rony Martínez
Rony Darío Martínez Alméndarez (sinh ngày 16 tháng 10 năm 1987) là một tiền đạo bóng đá người Honduras hiện tại thi đấu cho Club Deportivo Olimpia.

## Sự nghiệp câu lạc bộ
Martínez được mượn từ Unión Sabá mà không mất phí cho Real Sociedad. Việc này được hoàn tất bởi chủ tịch Unión, Arnulfo Vargas, để cung cấp tiềm lực cho tài năng Martínez có. Anh ghi nhiều bàn thắng nhất cho Clausura 2012–13. Một lần nữa ở mùa giải 2013–14, anh là vua phá lưới và trở thành số 9 xuất sắc nhất của đội tuyển quốc gia Honduras.

## Thống kê sự nghiệp
Số trận:91
Số bàn thắng:48
Câu lạc bộ hiện tại: C.D. Real Sociedad
Cập nhật gần đây nhất: 30 tháng 5 năm 2016
| Mùa giải  | Đội bóng           | Quốc gia | Hạng đấu | Số trận | Bàn thắng |
| --------- | ------------------ | -------- | -------- | ------- | --------- |
| 2012/13 C | Real Sociedad      | Honduras | 1        | 21      | 13        |
| 2013/14 A | Real Sociedad      | Honduras | 1        | 18      | 8         |
| 2013/14 C | Real Sociedad      | Honduras | 1        | 19      | 16        |
| 2014/15 A | Real Sociedad      | Honduras | 1        | 15      | 6         |
| 2014/15 C | Real Sociedad      | Honduras | 1        | 15      | 6         |
| 2015/16 A | Real Sociedad      | Honduras | 1        | 11      | 5         |
| 2015/16 C | Real Sociedad      | Honduras | 1        | 12      | 4         |
| Tổng cộng | C.D. Real Sociedad | Honduras | 1        | 91      | 48        |
| TỔNG CỘNG | -                  | -        | 1        | 91      | 48        |

## Quốc tế

### Bàn thắng quốc tế
Tỉ số và kết quả liệt kê bàn thắng của Honduras trước.
| #                            | Ngày                | Địa điểm                                   | Đối thủ     | Tỉ số | Kết quả | Giải đấu               |
| ---------------------------- | ------------------- | ------------------------------------------ | ----------- | ----- | ------- | ---------------------- |
| 1.                           | 9 tháng 7 năm 2013  | Red Bull Arena, Harrison, Hoa Kỳ           | Haiti       | 1–0   | 2–0     | Cúp Vàng CONCACAF 2013 |
| 2.                           | 27 tháng 5 năm 2017 | Sân vận động RFK, Washington, D.C., Hoa Kỳ | El Salvador | 2–0   | 2–2     | Giao hữu               |
| Tính đến 27 tháng 5 năm 2017 |                     |                                            |             |       |         |                        |